# Crecchio
Crecchio is een gemeente in de Italiaanse provincie Chieti (regio Abruzzen) en telt 3057 inwoners (31-12-2004). De oppervlakte bedraagt 19,4 km², de bevolkingsdichtheid is 161 inwoners per km².
De volgende frazioni maken deel uit van de gemeente: Villa Tucci, Villa Selciaroli, Villa Mascitti, Via Piana, Villa Consalvi, San Polo, Contrada Marcone, Casino Vezzani.

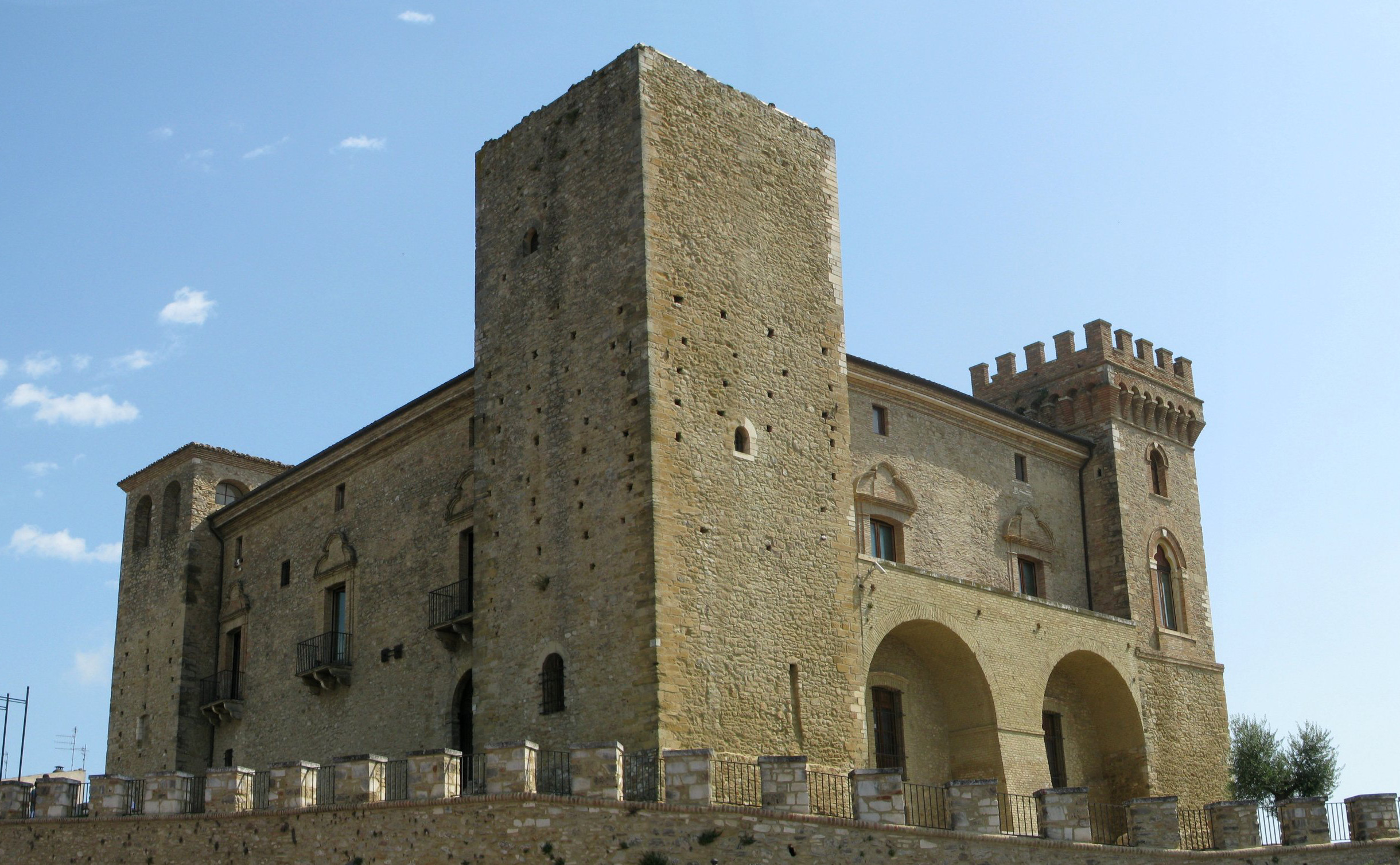
Kasteel bij Crecchio
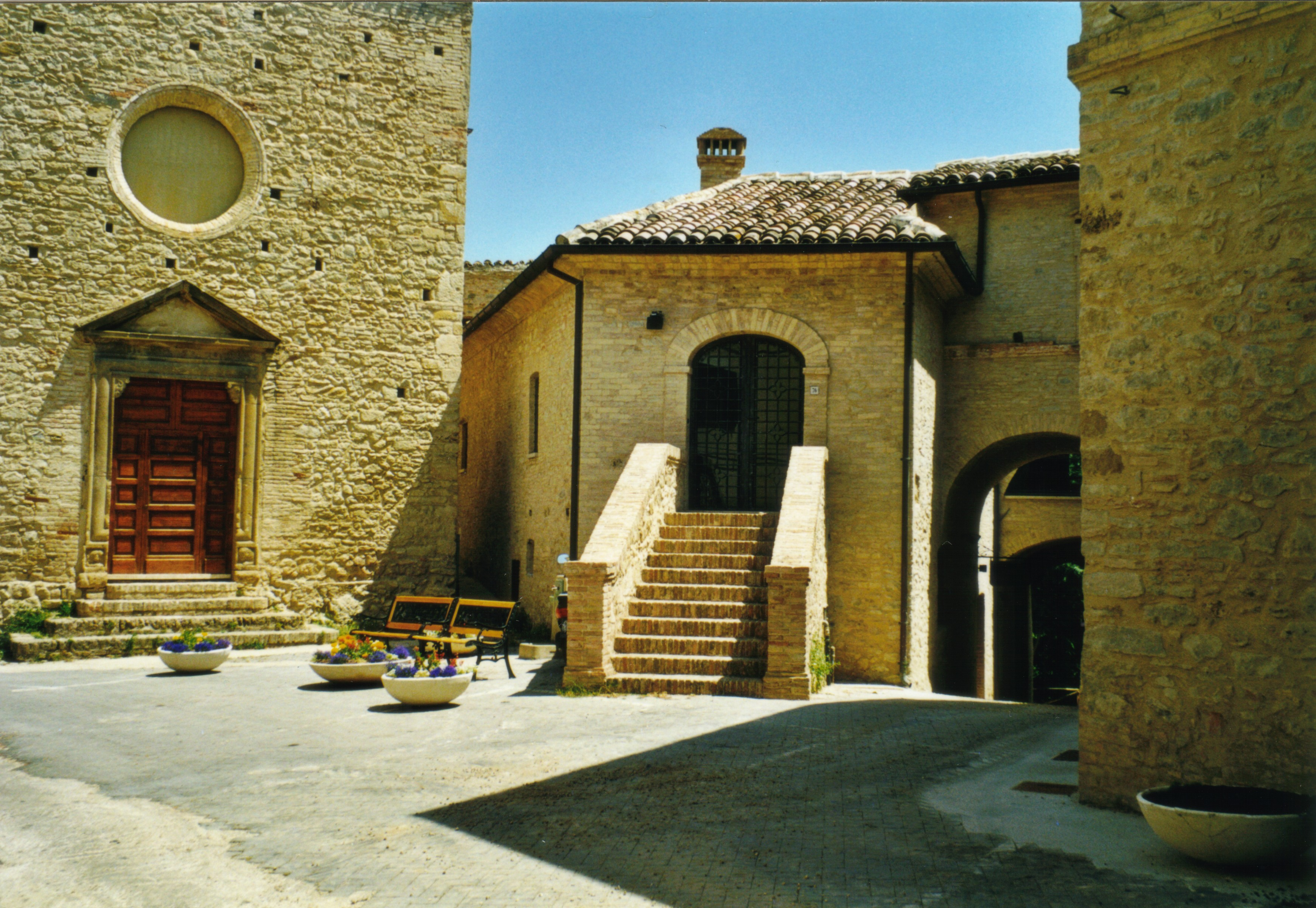
Centrum van Crecchio

## Demografie
Crecchio telt ongeveer 1130 huishoudens. Het aantal inwoners daalde in de periode 1991-2001 met 4,1% volgens cijfers uit de tienjaarlijkse volkstellingen van ISTAT.
| Jaar | Inwoneraantal |
| ---- | ------------- |
| 1991 | 3184          |
| 2001 | 3052          |

## Geografie
De gemeente ligt op ongeveer 208 m boven zeeniveau.
Crecchio grenst aan de volgende gemeenten: Arielli, Canosa Sannita, Frisa, Ortona, Poggiofiorito, Tollo.